# Лешкови
Лешкови (пол. Leszkowy, нім. Letzkau) — село в Польщі, у гміні Цедри-Великі Ґданського повіту Поморського воєводства.
Населення — 287 осіб (2011).
У 1975-1998 роках село належало до Гданського воєводства.

## Демографія
Демографічна структура станом на 31 березня 2011 року:
|          | Загалом | Допрацездатний вік | Працездатний вік | Постпрацездатний вік |
| -------- | ------- | ------------------ | ---------------- | -------------------- |
| Чоловіки | 139     | 33                 | 93               | 13                   |
| Жінки    | 148     | 35                 | 89               | 24                   |
| Разом    | 287     | 68                 | 182              | 37                   |